# Турбек
Турбек (баш. Түрбейек) — деревня в Дюртюлинском районе Республики Башкортостан Российской Федерации. Входит в состав Староянтузовского сельсовета.

## География

### Географическое положение
Находится на берегу реки Белой.
Расстояние до:
- районного центра (Дюртюли): 30 км,
- ближайшей ж/д станции (Уфа): 160 км.

## Население
| 2002 | 2009 | 2010 |
| ---- | ---- | ---- |
| 184  | ↗186 | ↗187 |

Согласно переписи 2002 года, преобладающая национальность — марийцы (78 %).